# Mehmed II
Ne doit pas être confondu avec Mahmoud II.
Pour les articles homonymes, voir Mohammed II (homonymie).
Mehmed II (en turc : II. Mehmed, en turc ottoman : محمد ثانى / Meḥemed-i Sânî), né le 30 mars 1432 à Edirne et mort assassiné le 3 mai 1481 à Tekfu Çayiri, près de Gebze, est le septième sultan de l'empire ottoman, d'abord entre 1444 et 1446 puis de nouveau à partir de 1451, et l'un des plus célèbres. Appelé Mehmet II ou Mahomet II dans les sources traditionnelles françaises, il est le quatrième fils de Mourad II. Par la prise de Constantinople en 1453, Mehmed II gagne les surnoms de Mehmed le Conquérant (Fâtih Sultan Mehmed) et de « Père de la Victoire » (Ebû'l-Feth).
Mehmed II monte sur le trône à douze ans, après que son père Mourad II eut abdiqué en sa faveur dans des circonstances troubles. Le sultan fait face à d'importantes difficultés, notamment lorsque Ladislas III Jagellon, roi de Hongrie, lance une croisade en septembre 1444. Les Ottomans réussissent à vaincre les Hongrois le 10 novembre 1444 lors de la bataille de Varna, ramenant la paix dans l'empire. Mais le grand vizir Halil Pacha encourage la révolte de janissaires, rappelant Mourad II en mai 1446.
Mehmed II remonte sur le trône à sa mort en 1451 et décide de conquérir Constantinople, capitale de l'empire romain d'Orient. Il développe et renforce la flotte et l'armée ottomanes, puis conclut des traités avec la république de Venise et le royaume de Hongrie, s'assurant de leur neutralité. La ville est prise le 29 mai 1453 : Mehmed II en fait sa capitale, s'autoproclame kayser-i Rum, « césar des Romains », et fait de la cathédrale Sainte-Sophie une mosquée. Il considère l'empire ottoman comme une continuation de l'empire romain, ce qui est reçu diversement en Europe.
Mehmed II poursuit ses conquêtes en Anatolie et dans le sud-est de l'Europe, conquérant des régions importantes et déplacant des populations pour repeupler Constantinople. Il se fait appeler le « sultan des deux terres et khan des deux mers » (Sultanü'l–Berreyn ve Hakanü'l–Bahreyn), désignant d'une part l'Europe et le Proche-Orient, d'autre part la mer Méditerranée et la mer Noire. Au début d'une expédition en Anatolie, Mehmed II tombe malade et meurt dans des circonstances troubles à son camp de Tekfu Çayiri, près de Gebze, en 1481. Le corps est rapatrié à la capitale et inhumé à la mosquée Fatih. La succession est disputée entre les princes ottomans, son fils Bayézid lui succède après une lutte contre son frère Zizim.
Mehmed II fait plusieurs réformes politiques durant son second règne, marqué par une forte centralisation. Le sultan s'intéresse aussi à la philosophie et aux sciences, particulièrement à l'astronomie. Appréciant la littérature, il fait une grande collections d'ouvrages classiques et invite des lettrés occidentaux à sa Cour, écrit des poèmes en turc ou en persan et compose des chansons sous le pseudonyme d'Avni. Appréciant les beaux-arts, il fait venir à Constantinople des artistes de la Renaissance, dont Gentile Bellini qui exécute son portrait.

## Biographie

### Premier règne
Fils cadet de Mourad, Mehmed a une enfance et une instruction difficiles. Il devient l'héritier du trône à la mort de son frère aîné Alaeddin en 1444. Pour des raisons mal connues, Mourad II abdique en sa faveur en juillet ou août de la même année et se retire à Manisa.
Le court règne de Mehmed est agité, sur les plans intérieur et extérieur. Le gouvernement est partagé entre la faction du grand vizir Çandarlı Halil dit Halil Pacha, homme de confiance de Mourad mais qui entretient de mauvaises relations avec Mehmed, et d'autre part les autres vizirs plus proches du jeune sultan. Des mouvements populaires provoquant un incendie à Edirne suivent la prédication d'un derviche hurufi, protégé par Mehmed contre le grand mufti et Halil Pacha.
En 1446, Halil Pacha fomente une révolte des janissaires, et Mourad II reprend le pouvoir jusqu'à sa mort en février 1451. Au printemps 1448, Mehmed participa aux côtés de son père à une campagne infructueuse (en) contre Skanderbeg.

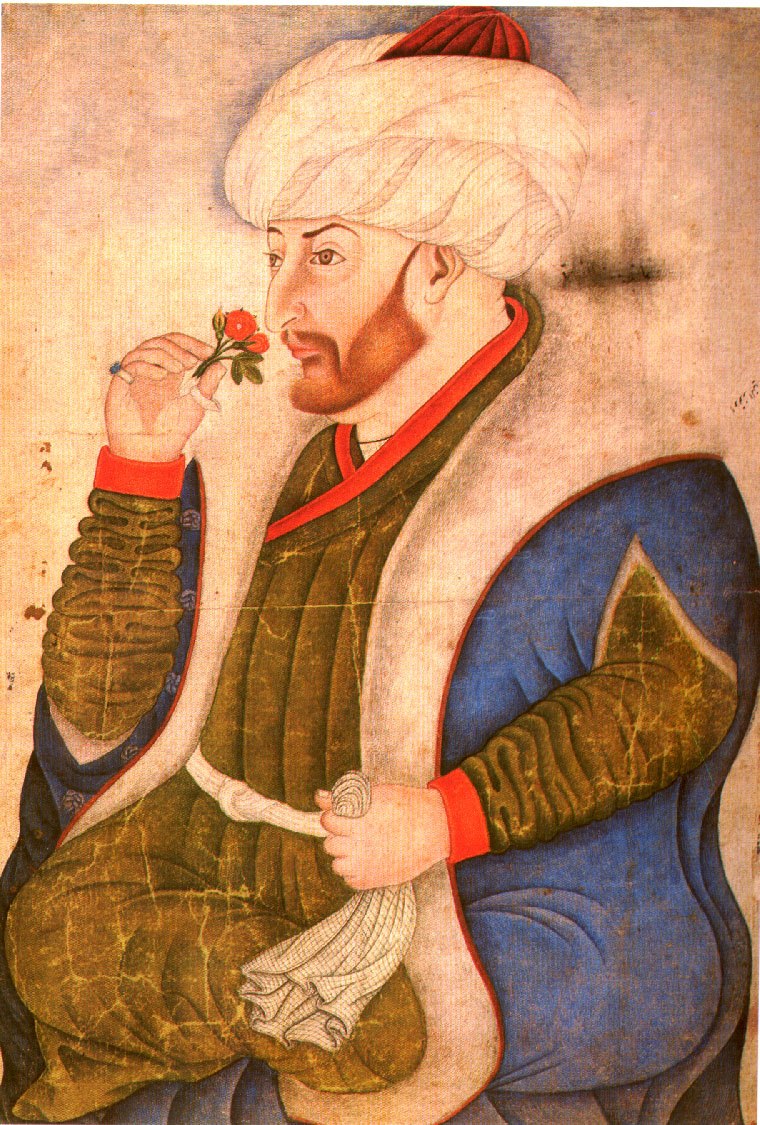
Mehmed II Fatih, le Conquérant (miniature du XVe siècle).
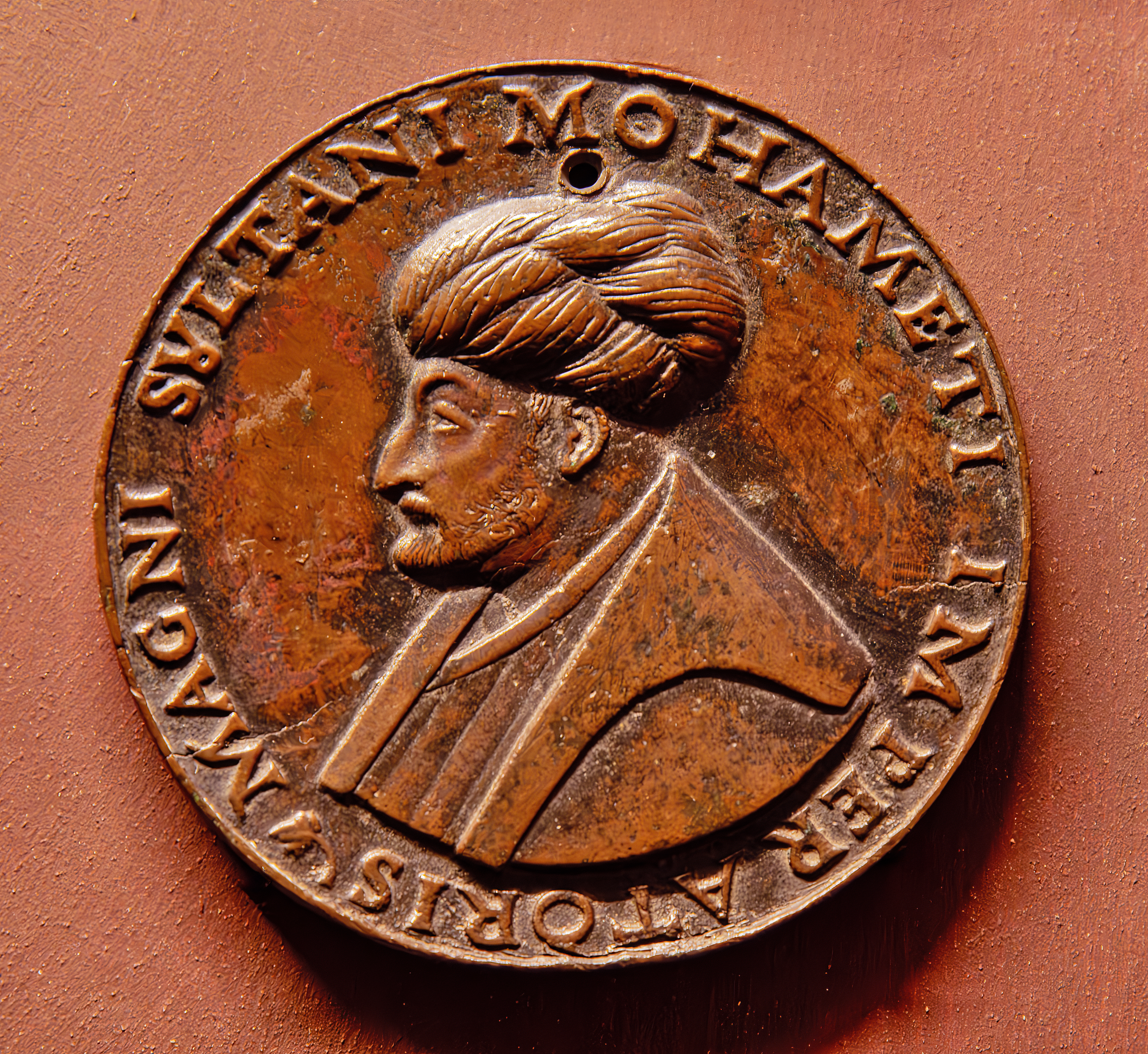
Mehmed II par Gentile Bellini - Musée Correr

### Accession au trône
Mehmed monte sur le trône le 18 février 1451, dans des circonstances troublées (présence du prétendant Orkhan à Constantinople, opposition des janissaires, mauvaises relations avec le grand vizir Çandarlı Halil). Le nouveau sultan adopte une politique prudente de conciliation : il maintient Halil au poste de grand vizir et est le premier sultan à accorder aux janissaires un don de joyeux avènement. En conquérant l'émirat de Karaman en mai et juin 1451 et en renouvelant les traités de paix avec Venise en septembre et avec la Hongrie en novembre de la même année, Mehmed montre ses qualités de stratège comme militaire et comme diplomate.

### Le siège de Constantinople

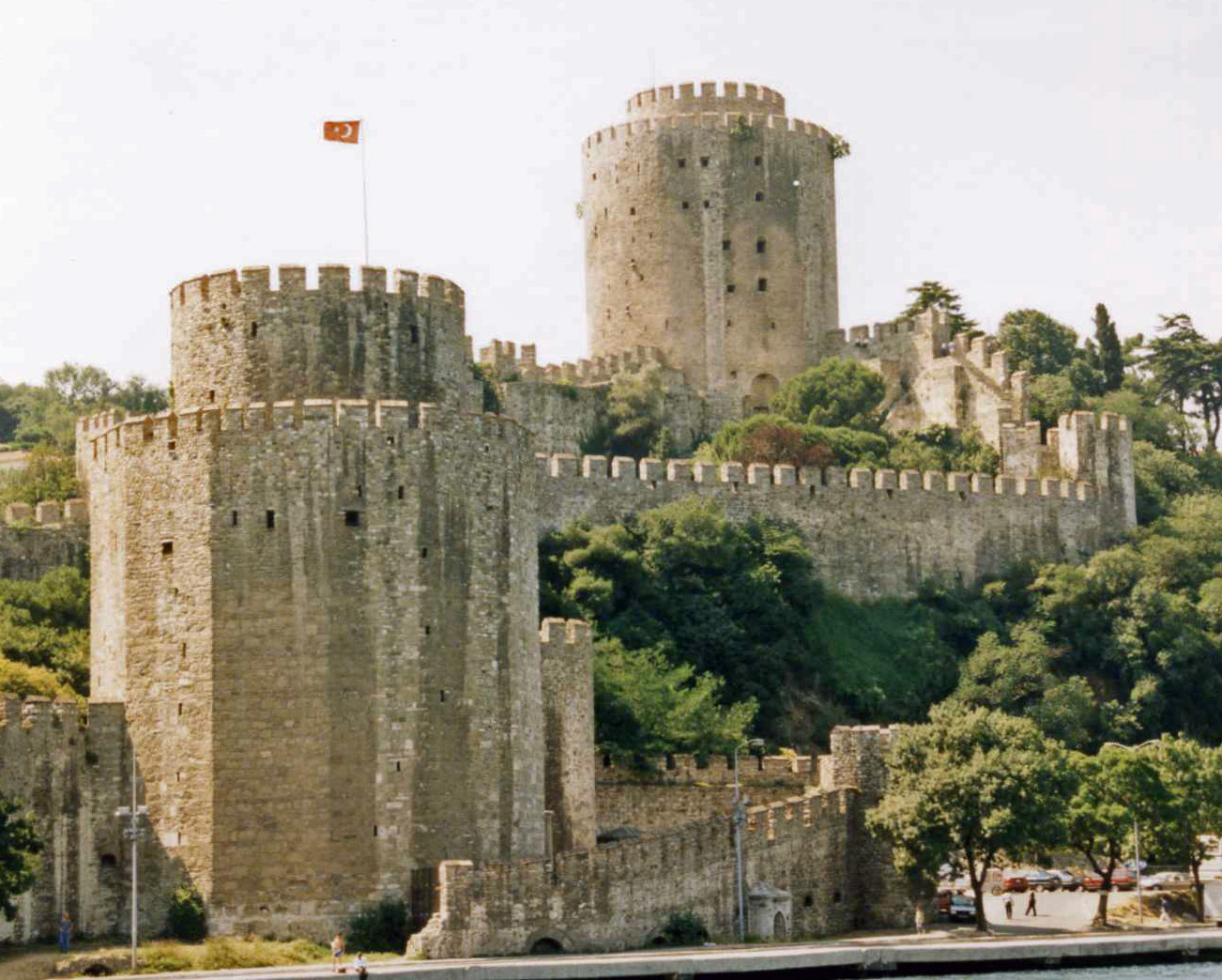
La forteresse de Roumélie (Rumeli Hisarı).

Dès le début de son règne, Mehmed II se concentre sur le projet de faire de Constantinople la capitale de son pays. Il a conscience que posséder Constantinople serait une source de richesse et qu'ainsi il aurait le contrôle du commerce vers la mer Noire dans un sens et vers la mer Méditerranée dans l'autre sens. Lorsqu'il fait part de son projet, la majorité du divan, en particulier le grand vizir Halil Pacha, critique le sultan parce qu'il surestime ses capacités.
Un ingénieur hongrois nommé Orban (francisé en Urbain) fabrique pour le sultan de nouveaux canons gigantesques, dont le plus connu est le Basilic. Ces canons vont jouer un rôle important dans la prise de la ville.
En 1452, Mehmed fait construire sur la rive européenne une forteresse en face de celle que Bayezid Ier avait construite sur la rive asiatique. Ce château est appelé forteresse de Roumélie (Rumeli Hisarı) tandis que celle de Bayezid Ier s'appelle forteresse d'Anatolie (Anadolu Hisarı). Au cours de ces préparatifs, Mehmed renouvelle les traités de paix signés avec la Serbie et la Valachie et signe un nouveau traité de paix avec la Hongrie.
De son côté, l'Empire byzantin se prépare en accumulant des réserves de nourriture pour un long siège. L'empereur Constantin XI Paléologue est inquiet en apprenant la construction de la forteresse de Roumélie à proximité de la ville. Il veut demander l'aide du pape. Ce dernier met comme condition à cette aide l'unification des deux Églises catholique et orthodoxe. Mais les rivalités entre les hommes religieux amènent l'empereur à abandonner tout espoir d'une nouvelle croisade pour lui venir en aide. En avril 1453, Mehmed assiège la ville, détruisant tout aux environs et enfermant la population dans ses murs.
Le 19 avril, deux tours sur roues sont construites pour pouvoir franchir les murailles légendaires de la ville. La bataille devient sanglante et Mehmed se rend compte que tant que sa marine n'entre pas en jeu, la ville pourrait continuer à être soutenue par les navires vénitiens et génois. Il fallait trouver un moyen de pénétrer dans la Corne d'Or, mais celle-ci est bien défendue à son entrée par un système de chaînes. Mehmed imagine alors de tirer les bateaux à terre sur la rive européenne et de les faire entrer par l'extrémité de la Corne d'Or (22 avril 1453). La marine ottomane se trouve ainsi au milieu de la ville et elle peut bombarder ses murs depuis l'intérieur. Les boulets de 600 kilogrammes tirés par le canon géant d'Orban font de terribles ravages. Entre le 23 et le 25 mai, Constantin XI, voyant que la défense ne tiendrait plus longtemps, accepte, sur la proposition d'un envoyé de Mehmed (nommé Ismaël, et fils du renégat grec Alexandre/Skender, prince vassal de Sinope), d'entrer dans des pourparlers de paix avec le sultan. Celui-ci exige alors le payement annuel d'un tribut de 100 000 besants d'or (somme bien au-dessus des moyens de l'Empire romain), faute de quoi les Byzantins n'auraient plus qu'à quitter la ville en emportant leurs biens, ou à subir l'assaut de l'armée turque. Constantin ne pouvait que refuser de telles conditions, ce qu'il fait après avoir consulté son entourage.

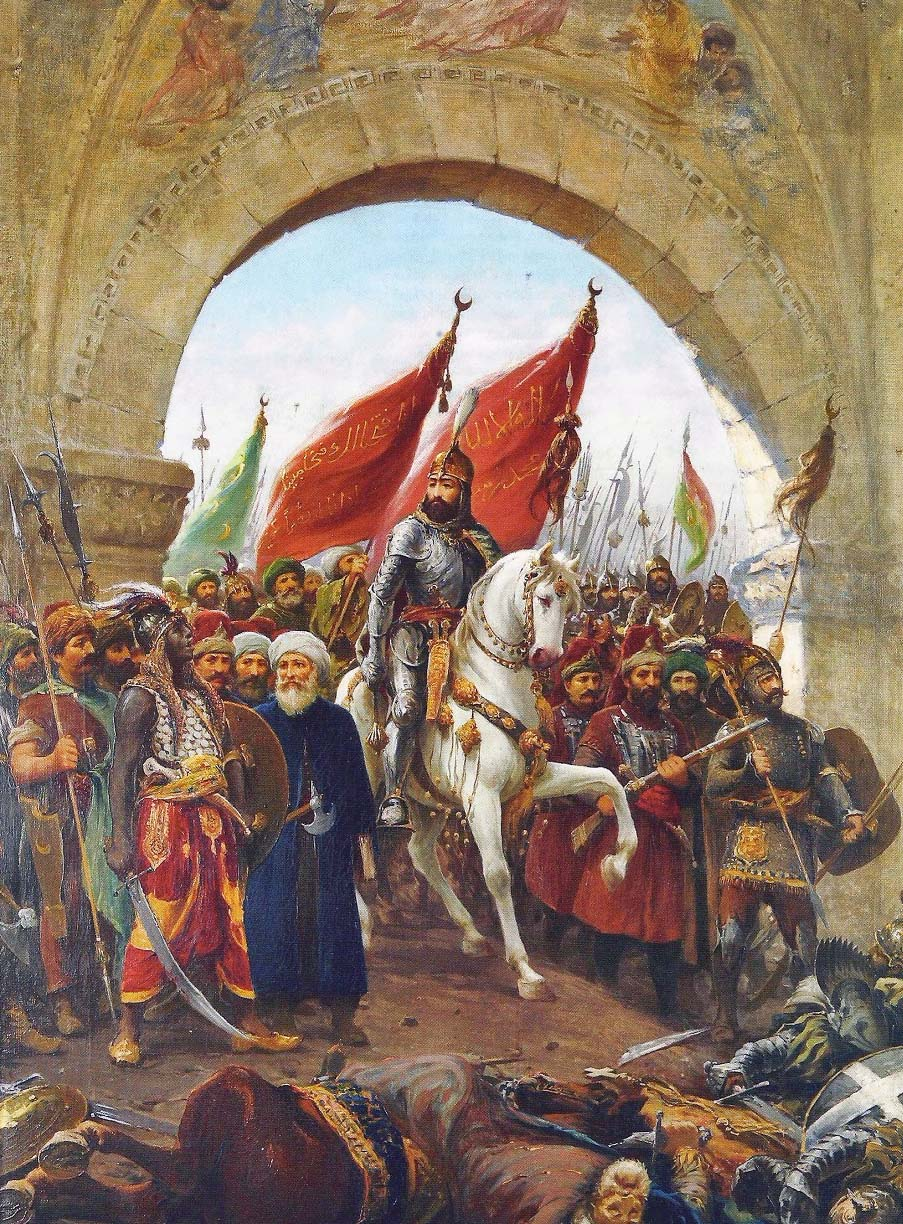
Entrée de Mehmed II dans Constantinople. Peinture de Fausto Zonaro (1854-1929).

Dans la nuit du 28 au 29 mai 1453, vers une heure et demie du matin, l'attaque finale est lancée (cf. la chute de Constantinople). Plusieurs vagues successives sont repoussées mais les régiments turcs parviennent au bout de quelques heures à pénétrer dans la ville et Constantin XI périt dans la bataille. À midi, au terme d'une lutte héroïque de part et d'autre, la capitale est prise. L'Empire romain d'Orient, vieux de 1 058 ans, s'écroule après 54 jours de siège. Les conquérants se livrent au pillage, au viol et à toutes sortes de profanations, et ils massacrent, sans distinction de sexe ni d'âge, les habitants qu'ils rencontrent, en attendant de réduire en esclavage les éventuels rescapés.
Mehmed II entre dans Constantinople dans l'après-midi du 29 mai 1453. Escorté de vizirs, de pachas, d'oulémas et de janissaires, il gagne la basilique Sainte-Sophie. Là, montant à l'ambon en compagnie d'un imam, il récite la prière musulmane, puis, pénétrant dans le sanctuaire, monte sur l'autel et le foule aux pieds, dans une attitude de profanation à la longue histoire, puis s'agenouilla pour y faire la prière musulmane de Dohr : la basilique chrétienne, de ce fait, fut transformée en mosquée.
Selon certains historiens modernes, le sultan aurait mis un terme au pillage de la cité avant la fin des trois jours habituellement accordés aux soldats ; cette affirmation, contredite par la plupart des autres historiens pour qui la mise à sac ne s'acheva que le 31 mai, est non seulement dépourvue de références à des sources contemporaines des faits, mais encore démentie par les récits de témoins oculaires parlant expressément de trois jours de pillage, ainsi que par les rapports des historiographes ottomans eux-mêmes. Il est donc plus exact de dire que le pillage et la destruction « se poursuivent pendant trois jours, mais sans l'intensité des douze premières heures ».

### Accusations de pédérastie
Il existe des accusations de pédérastie contre Mehmed II qui proviennent principalement de sources européennes du XVe siècle, souvent hostiles à l'Empire ottoman, en particulier de chroniqueurs byzantins et vénitiens comme Laonicus Chalcondyle et Giovanni Maria Angiolello. Les historiens modernes, tels que Franz Babinger, Halil İnalcık et Caroline Finkel, abordent ces accusations avec beaucoup de prudence ou ne les mentionnent pas du tout, soulignant que ces allégations proviennent principalement de sources hostiles européennes, souvent biaisées par des motivations politiques.
En effet les tensions entre l'Occident chrétien et l'Empire ottoman au XVe siècle étaient fortes. Des récits accusant des dirigeants musulmans de comportements immoraux ou déviants faisaient partie de la propagande utilisée pour discréditer l'ennemi. Les accusations de pédérastie ou de déviance sexuelle faisaient partie des récits courants dans la littérature anti-ottomane de l'époque,,.

### Renaissance et continuité
Finalement, Constantinople devient capitale de l'Empire ottoman. Le premier décret du sultan après la prise de la « Nouvelle Rome » est de repeupler la ville morte. Il autorise donc l'installation de civils, y compris chrétiens, dans la ville, à qui il laisse (mais sous un contrôle très étroit) une certaine liberté de culte, marquée par l'intronisation à la tête de l'Église grecque orthodoxe d'un nouveau patriarche, Gennadios, connu pour ses positions anti-unionistes ; il instaure aussi un patriarcat arménien apostolique en 1461. Soucieux de marquer la continuité entre l'Empire romain et la Sublime Porte, celui qui est déjà titré « Maîtres de deux continents » et « de deux mers » se fait appeler Kayser-i Rum (littéralement « César des Romains » c'est-à-dire « empereur de Rome »).
En 1462, il lance la construction du palais de Topkapı.
S'étant présenté comme seigneur des combattants de la foi, il œuvre dans sa conquête pour acquérir une légitimé aux yeux du reste du monde musulman. Les chroniqueurs le qualifient régulièrement de gâzi des gâzis, de champion de la guerre sainte, etc..

### La conquête des Balkans
Mehmed II annexe ce qui reste du despotat vassal de Serbie après la chute de la forteresse de Smederevo en 1459. Le royaume de Bosnie est incorporé à l'Empire après la mort du roi Étienne Tomašević en 1463.
La conquête des territoires albanais se révèle plus difficile. Skanderbeg, fédérant d'autres seigneurs de guerre, repousse à deux reprises les armées ottomanes, en 1466 et 1467. Après son décès en 1468, ses partisans parviennent à contenir les armées ottomanes jusqu'en 1480.

### Conquête des vestiges de l'Empire byzantin
De 1459 à l'automne 1460, Mehmed II fait la conquête définitive du despotat de Morée, où règnent les deux frères de Constantin XI, Démétrios et Thomas. Démétrios se soumet rapidement au sultan, qui lui donne une somme importante et quelques îles de la mer Égée en apanage, tandis que Thomas s'enfuit avec ses enfants d'abord à Corfou, puis à Rome, où il meurt en 1465. Dans sa progression pour la conquête du Péloponnèse, l'armée de Mehmed réduit une à une les cités grecques, massacrant parfois les hommes qui avaient osé résister, comme à Kastritsa, voire toute la population civile de Leondari, sans distinction de sexe ou d'âge, afin de faire des exemples et amener ainsi, par la terreur, les autres places-fortes à se rendre sans combattre ; les habitants de certaines villes sont réduits en servitude ou déportés à Constantinople « pour repeupler les faubourgs » ; des commandants de forteresses ayant opposé de la résistance furent sciés en deux. La seule cité qui ne succomba pas au déferlement de l'armée ottomane fut Monemvasia/Malvoisie, qui, grâce à la puissance de ses murailles et de sa flotte, mais aussi grâce à la fermeté de son gouverneur, Nicolas Paléologue, sut résister, mais au prix d'un accord qui la fit passer sous le protectorat de Venise et retarda ainsi jusqu'en 1540 sa prise par les Turcs.

### Guerre en Anatolie
En 1461, Mehmed II se tourne vers l'Anatolie. Il conquiert la principauté djandaride et l'empire de Trébizonde en août 1461. L'héritier du trône, David II, fils de Jean IV dit Kaloyannis, lui remet, le 15 de ce mois, les clefs de la cité et se laisse embarquer avec sa famille pour Constantinople. Le sultan dépouille de leurs biens les familles de notables avant de les installer à Constantinople, et réduit en esclavage le reste de la population. Deux ans plus tard, craignant que David ne vienne à conspirer contre lui, Mehmed II lui donne, ainsi qu'à ses fils, le choix entre la conversion à l'islam et la mort immédiate : comme tous refusaient de renier leur foi, le sultan leur fait trancher la tête l'un après l'autre (1er novembre 1463).
En 1464, quand Ibrahim, bey de Karaman, meurt, sa succession est disputée. Deux frères s'opposent. L'un, Ishak, obtient l'appui du Turcoman Ouzoun Hassan (1423-1478), sultan des Akkoyunlu (clan des « Moutons Blancs ») ; l'autre, Pir Ahmed, reçoit le soutien de Mehmed. Pir Ahmed commet l'erreur de chercher un arrangement avec les Vénitiens : Mehmed considère cela comme une trahison, part en campagne et conquiert Konya et Karaman. Pir Ahmed se réfugie chez les Akkoyunlu. L'armée ottomane et l'armée des Akkoyunlu s'affrontent près de Otlukbeli le 11 août 1473 : l'armée ottomane, la mieux équipée de l'époque, écrase ses adversaires.

### Prise de Négrepont
Dans la guerre sans merci que Mehmed II livre aux Vénitiens pour les chasser de leurs possessions dans la Méditerranée orientale, la prise de la colonie de Négrepont (l'antique Chalcis d'Eubée), en 1470, est sans doute l'événement le plus marquant. L'expédition est longuement mûrie par le sultan et préparée à partir de l'hiver 1469-1470. Mehmed II met à sa tête son ex-grand vizir, Mahmud Pacha Angelović, renégat chrétien d'origine serbe, qui commande alors la flotte ottomane. Partie de Gallipoli, la flotte de Mahmud Pacha arrive devant la cité le 15 juin : le blocus commence. Malgré une défense désespérée, Négrepont, dont les murs renferment alors une population de 4 000 âmes environ, tombe aux mains des Ottomans le 12 juillet 1470. La plupart des habitants, nourrissons et vieillards compris, sont systématiquement massacrés (12-13 juillet), et le maigre reste, constitué surtout de jeunes filles de moins de quinze ans, est réduit en esclavage. Amplement diffusée par une presse alors toute récente, l'annonce d'un tel carnage horrifie l'Europe. Cette perte fut peut-être, pour Venise, la plus cruelle de celles qu'elle eut à subir au XVe siècle.

### Conquête de la Crimée
L'objectif de Mehmed II est alors de contrôler le bassin de la mer Noire et d'éradiquer, fût-ce au prix d'une politique d'extermination, la puissance vénitienne et génoise dans la région. En 1475, il conquiert les colonies génoises de Crimée, notamment le port de Caffa, pris par le grand vizir Gedik Ahmed Pacha le 6 juin. Le sultan installe ainsi l'Empire ottoman au nord de la mer Noire et fait de celle-ci un lac turc. Cette avancée lui donne le contrôle du trafic d'esclaves et de la route de la soie.

Ayant dès lors la mainmise sur les routes commerciales, Mehmed II fait construire de nouveaux ports et une flotte pour pouvoir concurrencer Venise et Gênes dans le commerce maritime.

### Dernières conquêtes
En 1477, il se dirige sur la côte Est de l'Adriatique pour y prendre quelques îles aux Vénitiens et obtenir un traité de paix avec Venise en janvier 1479. Un de ses vizirs, Gedik Ahmed Pacha, prend pied en Italie et conquiert Otrante, dont la prise (12 août 1480) et le massacre qui l'accompagne (12 000 victimes) provoquent un nouveau choc dans l'opinion européenne.

### Mort
Alors qu'il se rend vers l'Orient pour une nouvelle campagne militaire, Mehmed meurt sur la route le 4 mai 1481, peut-être empoisonné à l'instigation de l'ordre des derviches Halvetî et de son fils Bayezıd.
La nouvelle de la mort de Mehmed provoque une grande joie en Europe ; les cloches des églises sonnent et des célébrations ont lieu. La nouvelle est proclamée ainsi à Venise : « La Grande Aquila è morta ! (« Le Grand Aigle est mort ! »).
Après sa mort, ses deux fils Bayezıd (appelé Bajazet par les Européens), l'aîné, et Djem (appelé Zizim) se disputent le pouvoir. Défait à deux reprises, Djem se réfugie en Occident, où il meurt en 1495 dans des conditions jamais élucidées.

## Bilan du règne

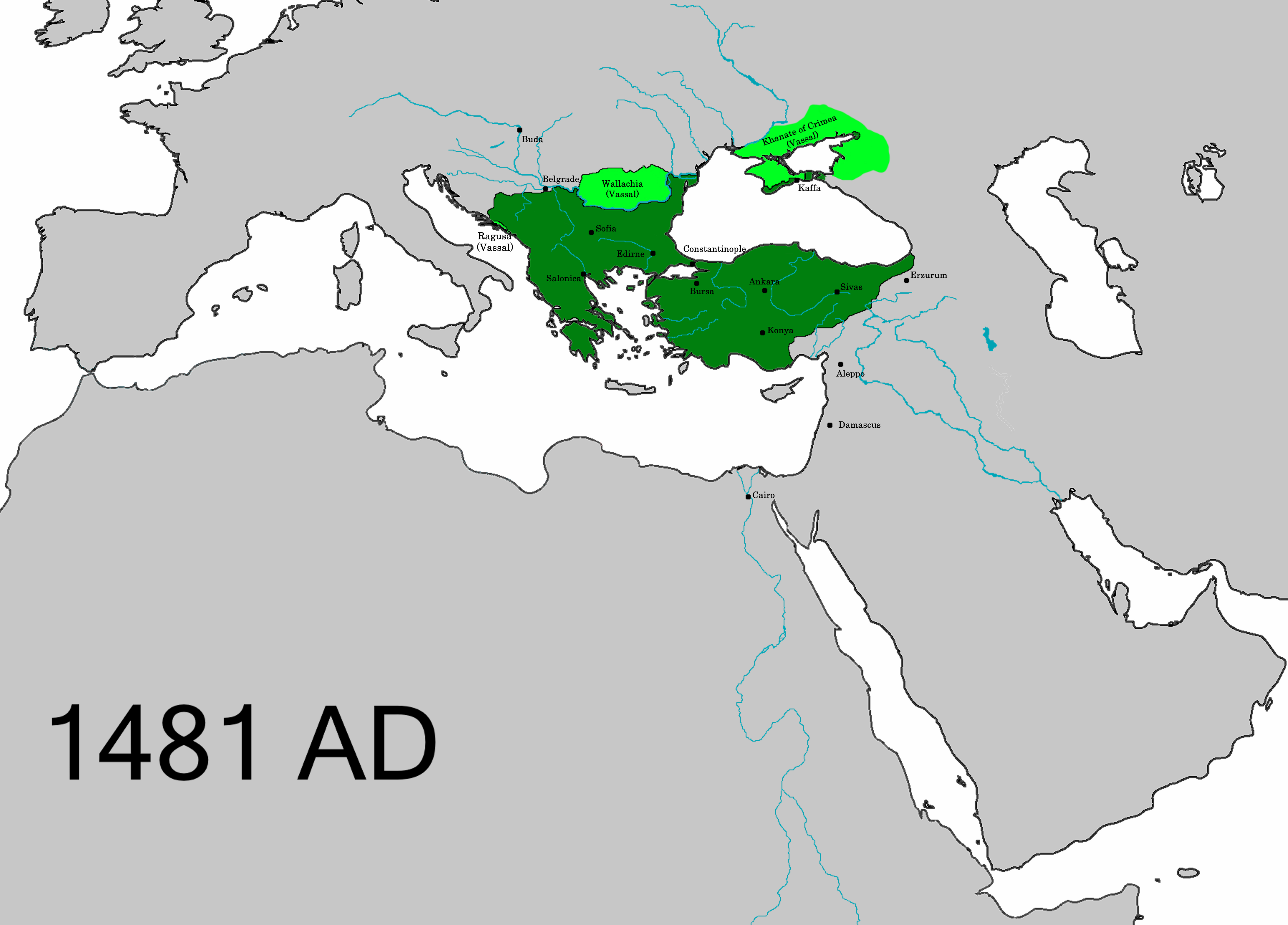
Empire ottoman en 1481.

Mehmed est principalement un homme de guerre qui augmente à la fois sa flotte et son armée, dont il fait l'une des plus redoutables d'Europe. Avec lui, l'impérialisme ottoman commence une expansion européenne qui bouleverse l'Occident pendant plus de trois siècles, et la Grèce entre dans une très longue période d'asservissement qui dure jusqu'aux traités d'Andrinople (1829) et de Constantinople (1832). Le fils de Mourad apparaît essentiellement, devant la postérité, comme le responsable de l'anéantissement brutal de la puissance et de la civilisation byzantines. Du point de vue de la politique intérieure ottomane, il renforce le pouvoir personnel du sultan en écartant la famille Çandarlı et en nommant ses esclaves au poste de grand vizir, en mettant au pas les familles de beys des frontières, et en supprimant ses rivaux ainsi que leurs héritiers. Il tente de réorganiser l'empire, impose aux non-musulmans une hiérarchie centralisée, renforce la puissance de la capitale Constantinople, édicte un recueil de lois (kânûnnâme),.
Pour financer ses nombreuses campagnes militaires, il pratique une politique de dévaluation de la monnaie ainsi qu'une réforme de la propriété qui lui attirent l'hostilité des ordres religieux ainsi qu'une certaine impopularité.
Il laisse ainsi à sa mort un empire plus vaste et plus puissant, mais une armée fatiguée, une situation économique précaire, un peuple mécontent et une élite irritée et divisée ; cette situation est l'une des causes de la guerre civile qui s'ensuit.

## Dans les arts et la culture populaire

### Filmographie

#### Cinéma
En 1913, Albert Reusy interprète son rôle dans L'Agonie de Byzance de Louis Feuillade.
Mehmed II est le personnage principal du film turc en noir et blanc İstanbul'un Fethi (« La Conquête de Constantinople »), réalisé par Aydın Arakon (tr) et sorti en 1951.
Il est joué par Alexandru Repan (en) dans le film roumain Vlad Tepes sorti en 1979.
Dans le film turc Constantinople (2012), dépeignant la prise de Constantinople par les forces ottomanes qui entraîne la destruction de l'Empire byzantin, il est interprété par Devrim Evin.
Dans le film américain Dracula Untold (2014), il est interprété par Dominic Cooper.

#### Télévision

##### Série
- 2020 : Dans L'Essor de l'Empire ottoman il est interprété par Cem Yiğit Üzümoğlu (en)[43].
- 2025 : Dans Rise of the Raven il est interprété par Ulascan Kutlu.

### Littérature

#### Roman
Marcel Proust écrit à son propos qu'« ayant senti qu'il était devenu fou amoureux d'une de ses femmes, la poignarda, afin, dit naïvement son biographe vénitien, de retrouver sa liberté d'esprit ». Par ailleurs, Charles Swann dans le deuxième tome d'À la recherche du temps perdu, compare les traits d'Albert Bloch au portrait de Mehmed II exécuté par Bellini,.

### Musique

#### Opéra
Maometto II ou Maometto second en deux actes que Gioachino Rossini composa en 1820 sur un livret de Cesare Della Valle.